# Château de la Hierce
Le château de la Hierce est un édifice d'époque et de style Renaissance, situé à Brantôme, en France.

## Localisation
L'édifice est situé sur la commune de Brantôme, dans le département de la Dordogne, en région Nouvelle-Aquitaine, en rive gauche de la Dronne.

## Historique
Le château est construit dans la première moitié du XVIe siècle (1520-1530) par la famille d'Albret dont il était un des fiefs.
Le château de la Hierce est classé au titre des monuments historiques par arrêté du 12 mars 1892.

## Architecture
D'époque et de style Renaissance, le château est construit sur des grottes qui lui servent de fondations. Le bâtiment, entièrement préservé depuis sa construction, est composé d 'un corps de logis flanqué à l'ouest d'une échauguette et à l'est, d'une loggia et d'une tour circulaire. Au centre du corps de logis, une tour rectangulaire se dresse et est percée de baies ainsi que de fenêtres à meneaux. Un petit oratoire est présent derrière la tour circulaire.

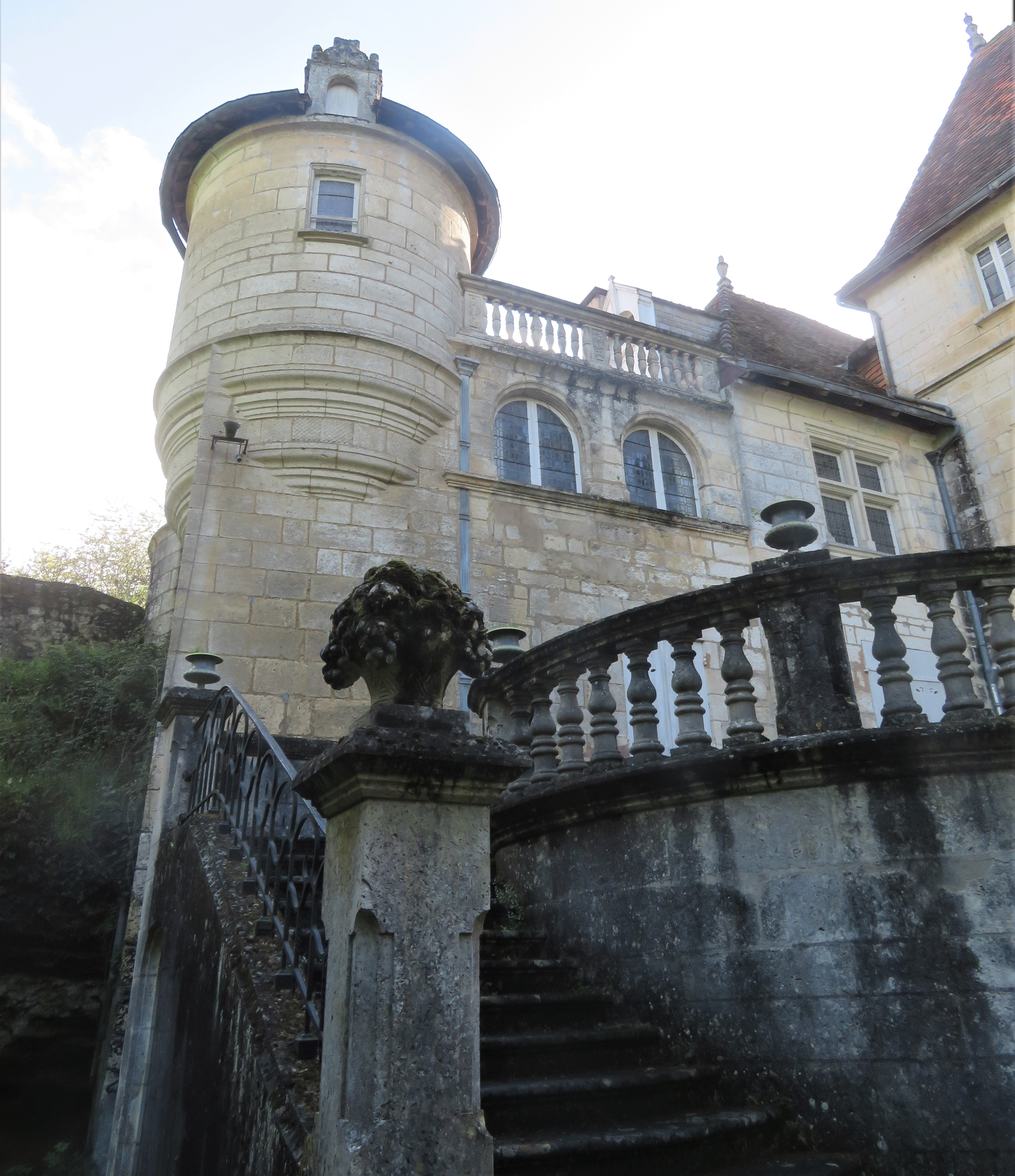
escalier et échauguette
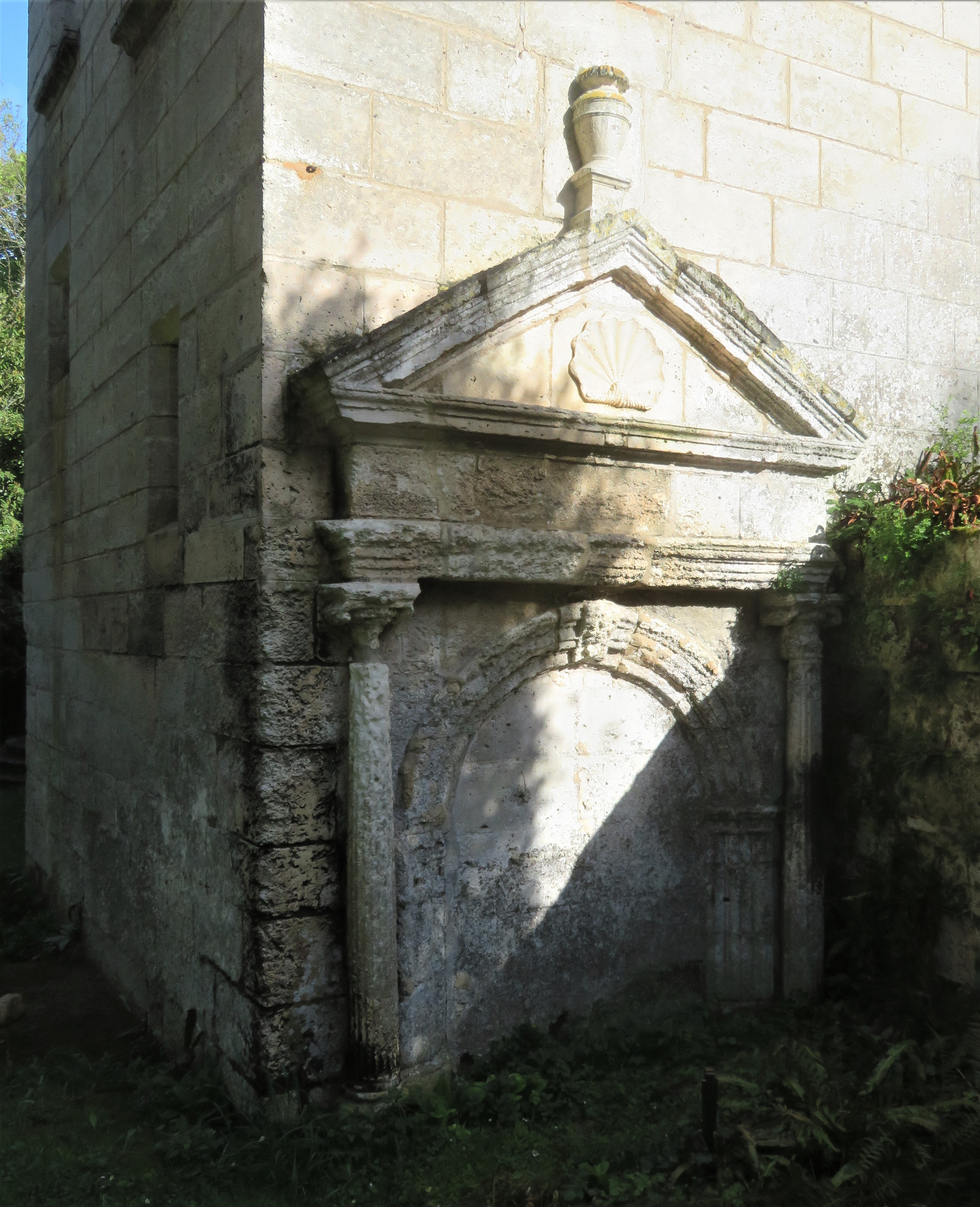
encadrement de l’ancienne porte d’entrée